# Valle de Ángeles
Valle de Ángeles est une municipalité du Honduras, située dans le département de Francisco Morazán. Elle est fondée en 1865. La municipalité de Valle de Ángeles comprend 7 villages et 32 hameaux.

## Source de la traduction
- (en) Cet article est partiellement ou en totalité issu de l’article de Wikipédia en anglais intitulé « Valle de Ángeles » (voir la liste des auteurs).